# Phrynus eucharis
Phrynus eucharis är en spindeldjursart som beskrevs av Armas och Pérez 2002. Phrynus eucharis ingår i släktet Phrynus och familjen Phrynidae. Inga underarter finns listade i Catalogue of Life.